# Dezső Ákos Hamza
Dezső Ákos Hamza (Hódmezővásárhely, 1º settembre 1903 – Jászberény, 16 maggio 1993) è stato un giornalista, pittore e regista ungherese.

## Biografia
Nato a Hódmezővásárhely quando la città faceva parte dell'Impero austro-ungarico (oggi è totalmente ungherese) sin dalle scuole primarie decide di passare agli studi di disegno e pittura, diventando alla fine insegnante di disegno. Lavorò contemporaneamente come giornalista per diversi periodici e iniziò a viaggiare all'estero. Giunto a Parigi, conobbe René Clair e decide di lavorare nel cinema, inizialmente come assistente regista. Tornato in Ungheria nel 1938, fonda una propria casa di produzione con la quale diresse il suo primo film, Gyurkovics fiúk nel 1940. Dopo aver diretto un'altra dozzina di pellicole fino al 1945 (due delle quali saranno distribuite anche in Italia) l'anno seguente entrò a far parte della casa di produzione ungherese Mafirt Film.
Nel 1942, con il film Sirius, cavalcata tra due mondi fu in concorso alla X Mostra Internazionale d'arte cinematografica di Venezia. Alla fine degli anni quaranta si stabilì in Italia, dove diresse tre documentari a cortometraggio a carattere religioso e artistico, dove si avvalse per la direzione della fotografia a Gianni Di Venanzo, fino al 1950 quando ebbe l'occasione di dirigere l'unico suo lungometraggio a soggetto, Strano appuntamento, ricordato tra l'altro come una delle poche prove da protagonista dell'attore caratterista Umberto Spadaro, che però fu un totale insuccesso commerciale; ne concluse un altro l'anno seguente, intitolato Il bel Tevere d'oro, interpretato da Isa Barzizza, Luigi Cimara, Lída Baarová, Giuseppe Porelli e Franco Coop, ma non sarà mai presentato in pubblico. Decise di dedicarsi allora completamente alla pittura, restando a Roma fino al 1965. Diresse un ultimo film in Brasile nel 1956, Quem matou Anabela?, firmato con il nome Didier Hamza, e lì si trasferì a vivere per un lungo periodo di tempo. Alla fine fece ritorno in Ungheria, nella città di Jászberény, dove morì all'età di 89 anni. Era conosciuto anche con il nome Desiderius, o Desiderio in italiano.

## Filmografia

### Regista
- Pattuglia d'amore (Gyurkovics fiúk) (1940)
- Annamária (1942)
- Sirius, cavalcata tra due mondi (Szíriusz) (1942)
- Bünös vagyok! (1942)
- A láp virága (1943)
- Egy szoknya, egy nadrág (1943)
- Ragaszkodom a szerelemhez (1943)
- Külvárosi örszoba (1943)
- Ördöglovas (1944)
- Ez történt Budapesten (1944)
- Szerelmes szívek, epis. Párizsi emlék (1944)
- Egy fiúnak a fele (1945)
- Cantoria d'angeli (1949) cortometraggio documentario
- La primavera del Papa (1949) cortometraggio documentario
- Ponti e porte di Roma (1949) cortometraggio documentario
- Strano appuntamento (1950)
- Il bel Tevere d'oro (1951) terminato ma mai presentato in pubblico
- Quem matou Anabela? (1956) in Brasile, col nome Didier Hamza